# 毛拉纳·穆秀丁·汗
毛拉纳·穆秀丁·汗（1935年4月19日—2016年6月25日）是孟加拉穆斯林学者和古兰经翻译。他是孟加拉国伊斯兰学者的知识运动领导人，是孟加拉国最著名的宗教思想家之一，也是《玛迪纳月刊》的编辑。他是第一位将《古兰经》翻译成孟加拉语的学者。